# آلن لين

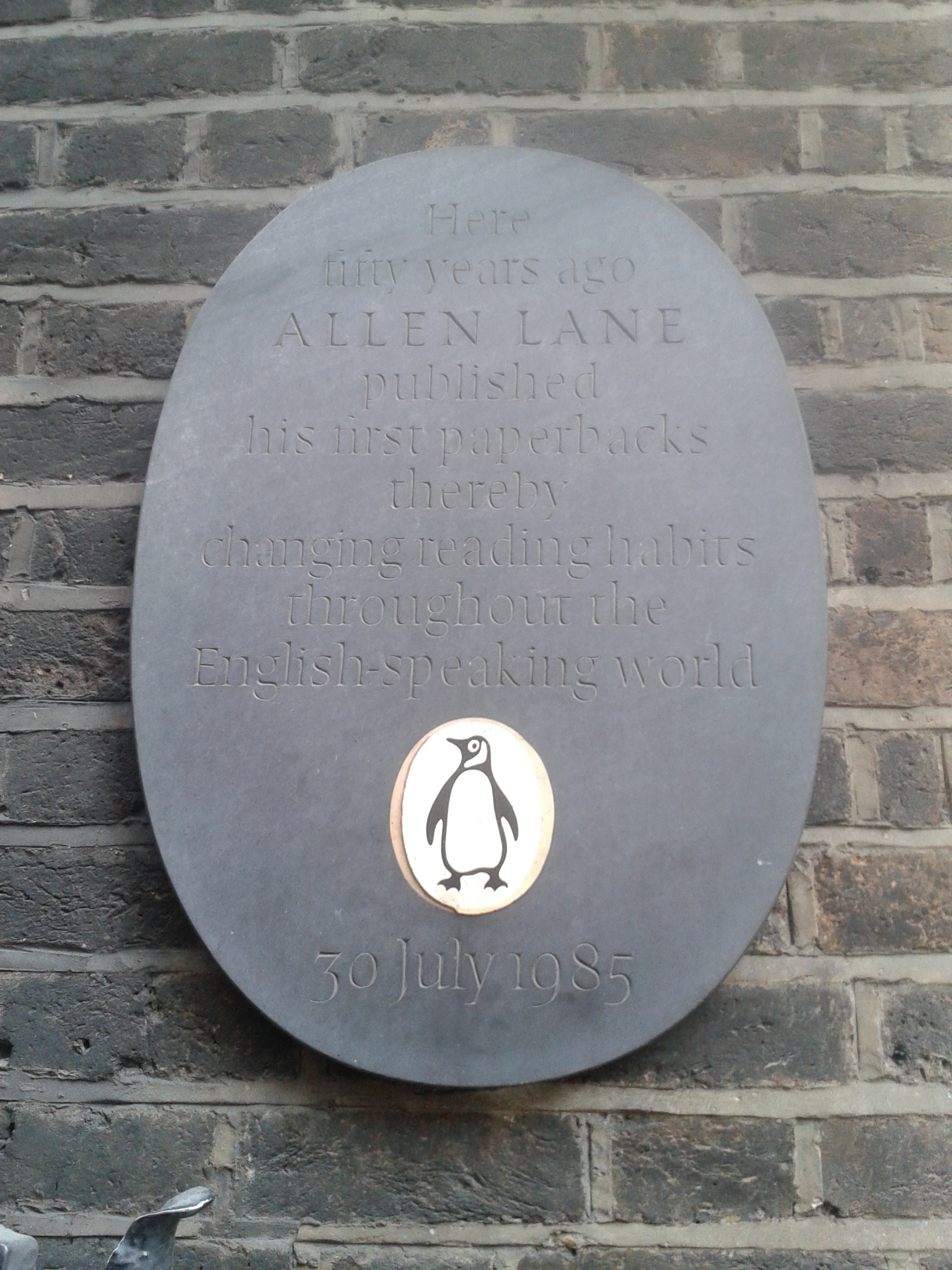
اللوحة بمناسبة الذكرى الخمسين لتأسيس كتب البطريق من قبل آلن لين في 8 شارع فيجو.

سير آلن لين (بالإنجليزية: Allen Lane)‏ (من مواليد آلن لين وليامز؛ 21 سبتمبر 1902 – 7 يوليو 1970) كان ناشرًا بريطانيًا أسس مع شقيقيه ريتشارد وجون لين دار بنجوين للنشر في عام 1935، مما جلب خيالًا ورقيًا عالي الجودة ورقي الغلاف إلى السوق الشامل.
في عام 1967 وضع بصمته الأولى على أول غلاف فني له والذي حمل اسمه، ألين لين. 

## النشأة والعائلة
ولد ألين لين ويليامز في بريستول، في كاميلا (لين لين) وصمويل ويليامز، ودرس في مدرسة بريستول للقواعد. في عام 1919 انضم إلى شركة النشر رئيس بدلي كمتدرب على عمه ومؤسس الشركة جون لين. في هذه العملية، قام هو وبقية أفراد عائلته بتغيير أسمائهم إلى لين ليحتفظوا بشركة جون لين غير العاملة كشركة عائلية. تزوج لين من ليتيس لوسي أور في 28 يونيو 1941 وأنجب منها ثلاث بنات: كلير وكريستين وآنا.

## عمله كناشر
استطاع بطموحه وعلو همته أن يصبح محررًا إداريا في رئيس بدلي خلال فترة وجيزة؛ وكان ذلك بعد وفاة ابن عمه في عام 1925. بعد الصراع مع أعضاء مجلس الإدارة الذين كانوا حذرين في البداية - خوفًا من مقاضاتهم - لنشرهم كتاب جيمس جويس المثير للجدل أوليسيس، قام لين، مع إخوته ريتشارد وجون، بتأسيس دار بنجوين للنشر في عام 1935 كجزء من رئيس بدلي.

## روابط خارجية
- University of Bristol Library Special Collections. "Penguin Archive". مؤرشف من الأصل في 2010-05-17.
- Horatio Morpurgo, Lane's grandson. "Lady Chatterley's Defendant: Allen Lane and the Paperback Revolution (a portrait of Allen Lane)". مؤرشف من الأصل في 2011-11-25.
- Toby Clements (19 فبراير 2009). "History of the Penguin Archive". The Telegraph. London, UK. مؤرشف من الأصل في 2019-08-15. اطلع عليه بتاريخ 2010-04-23.
- برنامج بي بي سي راديو 4 عن ألين لين للمؤلف مايكل موربيرغو ، صهره